# بيتر مادسن (لاعب كرة قدم)
بيتر مادسن (بالدنماركية: Peter Madsen)‏ (مواليد 26 أبريل 1978) هو لاعب كرة قدم. يلعب مع منتخب الدنمارك لكرة القدم. سبق له أن لعب في كأس العالم لكرة القدم مع منتخب بلاده.

## مسيرته الكروية
لعب بيتر مادسن خلال مسيرته الاحترافية مع 6 أندية في تسعة عشر موسمًا وسجل خلالها 67 هدفًا ضمن 275 مباراة. حيث فاز في ثلاثة مواسم بالكأس وفي ثلاثة مواسم بالدوري.
خاض بيتر مادسن مسيرته مع نادي بروندبي في موسم 1996–97 في المرة الأولى ليلعب معه سبعة مواسم ثم في موسم 2007–08 ليلعب معه أربعة مواسم، مشاركًا طوالها في 160 مباراة سجل خلالها 43 هدفًا. ثم انتقل إلى نادي فولفسبورغ في موسم 2002–03 لمدة موسم واحد، حيث شارك في 4 مباريات ولم يسجل أي هدف. لينتقل بعدها إلى نادي بوخوم في موسم 2003–04 ولمدة موسمين، مشاركًا في 51 مباراة سجل خلالها 19 هدفًا. ثم انتقل إلى نادي ساوثهامبتون في موسم 2005–06 لمدة موسم واحد، مشاركًا في 9 مباريات سجل خلالها هدفين. هذا وانتقل لاحقًا إلى نادي كولن في موسم 2006–07 لمدة موسم واحد، مشاركًا في 21 مباراة ولم يسجل أي هدف. ثم انتقل بعدها إلى نادي لينغبي في موسم 2010–11 ولمدة موسمين، مشاركًا في 30 مباراة سجل خلالها 3 أهداف.

## روابط خارجية
- بيتر مادسن على موقع الاتحاد الدولي (مؤرشف)  (الإنجليزية)
- بيتر مادسن على موقع قاعدة بيانات كرة القدم.إي يو (الإنجليزية)
- بيتر مادسن على موقع بيانات كرة القدم. دي إي (الألمانية)
- بيتر مادسن على موقع ناشيونال فوتبول تيمز (الإنجليزية)
- بيتر مادسن على موقع Soccerbase.com (لاعب) (الإنجليزية)
- بيتر مادسن على موقع عالم كرة القدم.نت (الإنجليزية)
- بيتر مادسن على موقع كووورة